# Ipomoea aspera
Ipomoea aspera là một loài thực vật có hoa trong họ Bìm bìm. Loài này được (Choisy) Vatke mô tả khoa học đầu tiên năm 1882.